# Iviraiva argentina
Iviraiva argentina is een spinnensoort in de taxonomische indeling van de Hersiliidae.
Het dier behoort tot het geslacht Iviraiva. De wetenschappelijke naam van de soort werd voor het eerst geldig gepubliceerd in 1942 door Cândido Firmino de Mello-Leitão.